# Церква святого великомученика Димитрія Мироточця (Дуліби)
Церква святого великомученика Димитрія Мироточця в Дулібах — парафія і храм греко-католицької громади Бучацького деканату Бучацької єпархії Української греко-католицької церкви в селі Дуліби Чортківського району Тернопільської области.

## Історія церкви
До 1945 року село Дуліби населяли поляки, які збудували римсько-католицький костел (нині це храм ПЦУ). У селі також була греко-католицька церква, яка згоріла у 1944—1946 роках під час депортації польського та українського населення.
Після приходу радянської влади костел використовували спочатку як спортзал, потім як їдальню, а згодом як склад. Зародження підпільної греко-католицької громади в селі очолив о. Павло Василик. Віряни таємно збиралися на богослужіння в лісах біля річки Стрипи. Згодом отцю Павлу допомагали отці Микола та Григорій Сімкайли, а пізніше священники проводили підпільні богослужіння в домівках парафіян, так званих «домашніх церквах».
Після виходу УГКЦ з підпілля греко-католицька громада на чолі з о. Іваном Іванцівим проводила богослужіння у приміщенні так званого «дому спеціаліста», яке згодом передали під богослужбову капличку. З 1993 року на цьому місці почали будувати новий храм. Для фундаменту використали будівельні матеріали зі зруйнованого радянським режимом костелу в селі Берем'яни.
Церкву святого великомученика Димитрія Миротворця 8 листопада 2004 року освятив владика Бучацької єпархії Іриней Білик.
При парафії діють: спільнота «Матері в молитві», братство Матері Божої Параманної, а також братство «Апостольство молитви».

## Парохи
- о. Павло Василик,
- о. Микола і о. Григорій Сімкайли,
- о. Іваном Іванців (1992—2002),
- о. Михайло Гевак (з грудня 2012).